# سن رافائل (نیومکزیکو)
سن رافائل (به انگلیسی: San Rafael) یک منطقهٔ مسکونی در ایالات متحده آمریکا است که در نیومکزیکو واقع شده‌است. سن رافائل ۹۳۳ نفر جمعیت دارد.